# Лупофф, Ричард
Ричард Аллен Лупофф (англ. Richard A. Lupoff, 21 февраля 1935 — 22 октября 2020) — американский писатель фантастики, который также писал в жанре мистика, юмор, сатира, документалистика, а также составлял обзоры. Помимо двух десятков романов и более 40 рассказов, он также редактировал антологии научной фантастики. Он был экспертом по творчеству Эдгара Райса Берроуза и имел столь же сильный интерес к творчеству Г. Ф. Лавкрафта. Ричард также был одним из редакторов сборника «All in Color For a Dime» (с Доном Томпсоном), который считают «самым первым опубликованным томом, посвященным критике комиксов»; а позже выпустил вторую часть «The Comic-Book Book».

## Ранние годы и образование
Родился 21 февраля 1935 года в Бруклине, Нью-Йорк, в еврейской семье. Учился в университете Майами, где он начал карьеру внештатного журналиста, в возрасте 14 лет.

## Редакторская карьера
После окончания учёбы и военной службы Люпофф пять лет работал редактором технической документации в Sperry Univac, затем в IBM в течение семи лет, где его обязанности были сосредоточены на режиссуре информационных фильмов. Кризис конца 70-х годов заставил его временно вернуться к работе в сфере технологий.

## Писательская карьера
Ричард начал свою писательскую карьеру в жанре научной фантастике в начале 1950-х годов, выпустив восемь мимеографированных копий своего собственного фензина, «SF52», а затем начал работать над другими журналами, включая обзоры журнала «Algol». В начале 1960-х редактировал журнал «Xero» со своей женой Пэт и Бхобом Стюартом. Авторами «Xero» были Дэн Эдкинс, Джеймс Блиш, Лин Картер, Аврам Дэвидсон, Л. Спраг де Камп, Роджер Эберт (в то время ему было 19 лет), Харлан Эллисон, Эд Горман, Эдди Джонс, Рой Г. Кренкел, Фредерик Пауль и Боб Фанкин. В 1963 году они получили награду за лучший журнал. В 2004 году совместно с Пэтом Люпоффом выпустил сборник «The Best of Xero», что содержал ностальгическое введение Эберта, и был опубликован Tachyon Publications. Сборник был номинирован на премию Хьюго.
Люпофф был редактором работ Эдгара Райса Берроуза для Canaveral Press, а в 1965 году по просьбе владельцев компании написал его биографию «Burroughs: Master of Adventure», его первую книгу.

## Научная фантастика
Начал публиковать художественную литературу в 1967 году с романа «Один миллион столетий», а в 1970 году стал штатным писателем. Его следующими романами были «Священные локомотивы-мухи» (1971) и «В эфир» (1974). Впоследствии он выпустил более 50 книг, а также короткие художественные, документальные рассказы и мемуары. Иногда он писал под псевдонимами, например, «Аддисон Э. Стил», который он использовал в романах Бака Роджерса, или «Ова Гамлет», который он часто использовал для пародий, собранных в «Записках Ова Гамлета» в 1975 году. Особенностью его произведений является стилизация письма и сюжета других авторов, а также использование других авторов и друзей в качестве персонажей.
Среди его самых известных романов — дилогия «Циркумполярный!» (1984) и «Противосолнечный!» (1987). Его роман «Меч демона» был номинирован на премию «Небьюла» 1977 года. Роберт Сильверберг описал его как «странную и сурово красивую сказку, что выходит за рамки жанра».
Его короткие рассказы часто попадали в разные сборники, например, включая рассказ «12:01» (1973), который получил киноадаптацию и номинировался на «Оскар» как короткометражный фильм «12:01» (1990), а позже для фильма «12:01» (1993). Лупофф снялся в обоих фильмах в массовке. Основным сюжетным приемом рассказа является временная петля, что очень похожая на петлю из «День сурка» 1993 года. Лупофф и Джонатан Хип, режиссёр фильма 1990 года, были «возмущены» очевидной кражей идеи, но после шести месяцев переговоров юристов они решили прекратить дело против Columbia Pictures.
Его повесть «После времени снов» и рассказ «Плыви по волне траура» были номинированы на премию Хьюго в 1975 и 1976 годах. Стив Стайлз и его совместный графический роман «Приключения профессора Тинтвистла и его невероятные полеты в эфире», изначально представляющий собой серию комиксов в стиле хэви-метал, считаются предшественниками стимпанка.
«Книга Лавкрафта» (1985) — исторический роман, который был выпущен в 1985 году компанией «Arkham House» тиражом 3544 экземпляра.

## Мистика
Ричард выпустил сборник «Убийца из комиксов» в жанре мистики в 1988 году, что получил несколько продолжений. Его первый сборник детективных рассказов — «Квинтет: Дела Чейза и Делакруа» (2008).

## Радиопрограмма: Вероятности
Начиная с 1977 года Лупофф вел программу на радиостанции Pacifica KPFA-FM в Беркли, Калифорния, в которой были представлены рецензии на книги и интервью, в основном с авторами научной фантастики и детективов. Первоначально это была нерегулярная часовая программа под названием «Вероятности без ограничений», через несколько месяцев она превратилась в регулярную еженедельную получасовую программу под названием «Просто Вероятности», которая транслировалась до 1995 года и была перезапущена в том же году под названием «От корки до корки»; Лупофф ушёл в 2001 году, чтобы сосредоточиться на своей писательской карьере, и затем программа была снова переименована в «Книжные волны». Среди известных авторов, у которых взяли интервью Лупофф и его соведущий Ричард Волински, были Рэй Брэдбери, Октавия Батлер, Ричард Адамс, Урсула К. Ле Гуин и Курт Воннегут.

## Личная жизнь
Ричард и Пэт Лупофф были женаты с 1958 года до её смерти в 2018 году, у них было трое детей. Они жили в округе Вестчестер, затем на Манхэттене, и позже в Северной Калифорнии. Ричард умер в Окленде, Калифорния, 22 октября 2020 года.

### Повести
- One Million Centuries (1967)
- Sacred Locomotive Flies (1971)
- Into the Aether (1974)
- The Crack in the Sky [vt Fool’s Hill (1978 UK)](1976)
- Sandworld (1976)
- Lisa Kane (1976)
- The Triune Man (1976)
- Sword of the Demon (1977)
- The Return of SkullFace (1977)
- Space War Blues (1978)
- Lovecraft’s Book (1985)
- The Forever City (1988)
- The Comic Book Killer (1988)
- The Adventures of Professor Thintwhistle and His Incredible Aether Flyer (1991) with Steve Stiles
- Night of the Living Gator (1992)
- Marblehead (Ramble House, 2006). The unexpurgated edition of Lovecraft’s Book.

#### Бак Роджерс в 25 веке
- Buck Rogers in the 25th Century (1978) [as by Addison E. Steele]
- Buck Rogers: That Man On Beta (1979) [as by Addison E. Steele]

#### «Подземелье» Филипа Хосе Фармера (серия «Подземелье»)
- First book: The Black Tower (1988)
- Sixth book: The Final Battle (1990)

#### Конец Солнца
- Sun’s End (1984)
- Galaxy’s End (1988)

#### Планеты близнецы
- Circumpolar! (1984)
- Countersolar! (1985)

#### Детективы
- The Comic Book Killer (1988)
- The Classic Car Killer (1992)
- The Bessie Blue Killer (1994)
- The Sepia Siren Killer (1994)
- The Cover Girl Killer (1995)
- The Silver Chariot Killer (1996)
- The Radio Red Killer (1997)
- One Murder at a Time (associated short fiction) (2001)
- The Emerald Cat Killer (2012)
- Rookie Blues (one-off) (2012)

#### Рассказы
- Nebogipfel at the End of Time (1978/1979)
- The Ova Hamlet Papers (1979)
- The Digital Wristwatch of Philip K. Dick / Hyperprism (1994)
- Before … 12:01 … and After (1996) Fedogan & Bremer, pub. Introduction by Robert Silverberg.
- Jubilee (1997) (collected in Mike Resnick’s alternate history anthology «Alternate Tyrants»)
- Claremont Tales (2001)
- Claremont Tales II (2002)
- Terrors (2005)
- Quintet: The Cases of Chase and Delacroix (2006). Crippen & Landru, (2006)
- The Compleat Ova Hamlet (2007)
- Deep Space (2009)
- Visions (2009)
- Dreams (2011)
- Killer’s Dozen (2013)
- Dreamer’s Dozen (2015)

#### Сборники
- What If? Volume 1, Stories That Should Have Won The Hugo, (1980), stories from 1952—1958.
- What If? Volume 2, Stories That Should Have Won The Hugo, (1981).
- The Best of Xero, (2005), selections from Xero
- What If? Volume 3 (2014)

## Документальные работы

#### Книги
- Master of Adventure: The Worlds of Edgar Rice Burroughs (1965, a 2005 reprint in the Bison Frontiers of Imagination series)
- All in Color for a Dime (co-ed w/Don Thompson) (1970)
- The Comic-Book Book (co-ed w/Don Thompson) (1973)
- Barsoom: Edgar Rice Burroughs and Martian Vision (1976)
- Writer at Large (1998)
- The Great American Paperback (2001)
- The Best of Xero (w/Pat Lupoff) (2005)
- WRITER: Volume 1 (2010)
- WRITER: Volume 2 (2010)
- WRITER: Volume 3 (2016)
- Where Memory Hides: A Writer’s Life (2016)

#### Статьи
- «What’s Left of the Science Fiction Market?,» The Writer, May 1956

#### Обзоры книг
- Lupoff, Richard A. (December 2013). «Locus Looks at Books : Divers Hands». Locus (635): 23, 53-54.
- Lockhart, Ross E., ed. (2013). Tales of Jack the Ripper. Petaluma, CA: Word Horde.
- Ernst, Paul (2013). The complete tales of Doctor Satan. Altus Press.